# Elogio del libertino
Elogio del libertino è un libro di Franco Cuomo che può essere definito un manuale sulla seduzione e un libro inchiesta sui misteri della seduzione stessa. Cuomo spiega al lettore le differenze tra un Casanova e un Don Giovanni, quali siano i percorsi dell'innamoramento e cosa significhi essere un libertino alla fine del XX secolo. Eseguendo un escursus storico, Cuomo delinea una identità del libertino, ricercando quelle che sono le sue caratteristiche, i suoi comportamenti, le sue esigenze e bisogni. Il tutto appare come una guida pratica al libertinaggio, ricca di consigli e indicazioni, quali, ad esempio, l'anagrafe del libertino, il libertino e la città, il libertino ed il cibo, il libertino e l'abbigliamento, il libertino ed il denaro, il libertino e la religione.

## Edizioni
- Franco Cuomo, Elogio del libertino, Newton&Compton, 1993,  pp.94 , cap. 3 (parti).